# 46 Komenda Odcinka Racibórz
46 Komenda Odcinka Racibórz – zlikwidowany samodzielny pododdział Wojsk Ochrony Pogranicza pełniący służbę na granicy polsko-czechosłowackiej.

## Formowanie i zmiany organizacyjne
46 Komenda Odcinka sformowana została w Raciborzu ul. Dąbrowskiego 2, w 1945, w strukturze 10 Oddziału Ochrony Pogranicza. We wrześniu 1946 odcinek wszedł w skład Katowickiego Oddziału WOP nr 10.
W 1947, 46 Komenda Odcinka WOP przejęła od 45 komendy odcinka w Jastrzębiu Zdroju 209 strażnicę WOP Gorzyce a, przekazała do 47 komendzie odcinka Głubczyce 214 strażnicę Rozumice.
W 1948 na odcinku uruchomiono 2 przejściowe punkty kontrolne MRG (PPK MRG):
- Placówka Kontrolna Małego Ruchu Granicznego Olza
- Placówka Kontrolna Małego Ruchu Granicznego Chałupki.

24 kwietnia 1948, na bazie 46 komendy odcinka WOP sformowano Samodzielny Batalion Ochrony Pogranicza nr 67.

## Struktura organizacyjna
Dyslokacja 46 Komendy Odcinka przedstawiała się następująco :
- komendantura odcinka i pododdziały przysztabowe – Racibórz
- 209 strażnica WOP Gorzyce – od 1947[4]
- 210 strażnica WOP Zebenkau
- 211 strażnica WOP Owschutz
- 212 strażnica WOP Kranowitz
- 213 strażnica WOP Katscher
- 214 strażnica WOP Rozumowice – do 1947.

.

## Komendanci odcinka
- mjr Jan Osłowski (był w 1945)[5].